# Iosif Culineac
Iosif Culineac (n. 13 august 1941, București, România – d. 26 iulie 2022, Goslar, Saxonia Inferioară, Germania) a fost un jucător român de polo pe apă. A concurat la Jocurile Olimpice de vară din 1964 și la Jocurile Olimpice de vară din 1972.